# Eudokia Melissena
Eudokia Melissena – cesarzowa bizantyńska, trzecia żona Konstantyna V. 

## Życiorys
Pochodziła z arystokratycznego rodu Melissenosów. Około 751 roku została trzecią żoną Konstantyna V.
Mieli pięciu synów i jedną córkę:
- Krzysztofa, cezara,
- Nikefora, cezara,
- Niketasa
- Eudokimosa
- Anthimosa
- Anthousę